# Маргоб
Маргоб (тадж. Марғоб; до 31 июля 2023 года — Музкол) — горный хребет на Памире, на территории Таджикистана.
Хребет протягивается в широтном направлении от слияния рек Гудара и Мургаб на западе до меридионального участка долины реки Южный Акбайтал на востоке. Общая протяжённость хребта составляет 130 км. Средняя высота западного участка — 5370 м, восточного — 5720 м, высшая точка — пик Пешдодиён (ранее — пик Советских Офицеров; 6233 м). От Пшартского хребта на юге отделён долинами рек Западный Пшарт и Восточный Пшарт.
Хребет сложен главным образом метаморфическими сланцами, известняками и песчаниками. Господствует ландшафт каменистого высокогорья со скалами и осыпями на крутых склонах. У подножия — холодная высокогорная пустыня с крайне скудной разрежённой криофильной растительностью. В пригребневой зоне насчитывается 440 ледников на площади около 330 км².